# 노토베정
노토베정(能登部町)은 이시카와현 가시마군에 설치되었던 정이다. 현재의 나카노토정 중서부에 해당한다.